# 申屠姓
申屠姓，為漢字複姓。這一姓的來源是從西周時期的申國來的，當時申國有人被封在屠原（於今陝西省合陽縣東），子孫便以國名「申」和地名「屠」二字合起來為姓，遂稱申屠姓。

## 延伸阅读
[在维基数据编辑]